# Johan Hendriks
Pas d'image ? Cliquez ici

a Compétitions nationales et continentales officielles uniquement.

b Matchs officiels uniquement.
Dernière mise à jour le 14 octobre 2019.
Johan Hendriks, né le 1er février 1973 à Vryheid (Afrique du Sud), est un joueur sud-africain de rugby à XV évoluant au poste de pilier. Son physique impressionnant lui vaut le surnom de "Tank".